# Eerste klasse 1961-62 (basketbal België)
Het seizoen 1961-1962 was de 15e editie van de hoogste basketbalcompetitie. Vanaf dit seizoen werd de structuur van de piramide aangepast op gebied van benaming en sprak men van Afdeling 1 in plaats van Excellentie. Antwerpse BBC behaalde voor de vierde opeenvolgende keer de landstitel. Antwerp Giants en Racing Basket Mechelen promoveerden naar de eerste afdeling.
Op het openluchtplein van Canter op de vaderlandplaats verloor Brabo BC  de testwedstrijd tegen het Naamse Amicale Salzinnoise met 51-43 en degradeerde.

## Eindstand
|  |    |                   | P  | W  | V  | D | Ptn |
|  | -- | ----------------- | -- | -- | -- | - | --- |
|  | 1  | Antwerpse BBC     | 22 | 20 | 2  | 0 | 40  |
|  | 2  | VG Oostende       | 22 | 19 | 3  | 0 | 38  |
|  | 3  | Antwerp Giants    | 22 | 13 | 9  | 0 | 26  |
|  | 4  | Rubo Niel         | 22 | 11 | 9  | 2 | 24  |
|  | 5  | Zaziko            | 22 | 12 | 10 | 0 | 24  |
|  | 6  | Canter Schaarbeek | 22 | 9  | 13 | 0 | 18  |
|  | 7  | Racing CB         | 22 | 9  | 13 | 0 | 18  |
|  | 8  | Royal IV          | 22 | 8  | 13 | 1 | 17  |
|  | 9  | RB Mechelen       | 22 | 8  | 13 | 1 | 17  |
|  | 10 | A. Salzinnes      | 22 | 8  | 14 | 0 | 16  |
|  | 11 | Brabo BC          | 22 | 8  | 14 | 0 | 16  |
|  | 12 | Bavi Vilvoorde    | 22 | 5  | 17 | 0 | 10  |

1928 · 1929 · 1930 · 1931 · 1932 · 1933 · 1934 · 1935 · 1936 · 1937 · 1938 · 1939 · 1940 · 1941 · 1942 · 1943 · 1944 · 1945 · 1946 · 1947 · 1948 · 1949 · 1950 · 1951 · 1952 · 1953 · 1954 · 1955 · 1956 · 1957 · 1958 · 1959 · 1960 · 1961 · 1962 · 1963 · 1964 · 1965 · 1966 · 1967 · 1968 · 1969 · 1970 · 1971 · 1972 · 1973 · 1974 · 1975 · 1976 · 1977 · 1978 · 1979 · 1980 · 1981 · 1982 · 1983 · 1984 · 1985 · 1986 · 1987 · 1988 · 1989 · 1990 · 1991 · 1992 · 1993 · 1994 · 1995 · 1996 · 1997 · 1998 · 1999 · 2000 · 2001 · 2002 · 2003 · 2004 · 2005 · 2006 · 2007 · 2008 · 2009 · 2010 · 2011 · 2012 · 2013 · 2014 · 2015 · 2016 · 2017 · 2018 · 2019 · 2020 · 2021